# Translators Without Borders
Translators without Borders (em português: Tradutores sem Fronteiras) é a maior organização sem fins lucrativos a oferecer serviços de tradução pro bono de apoio a causas humanitárias à escala global. Foi fundada em 2010 a partir da sua organização irmã Traducteurs sans frontières, fundada em 1993.
A instituição dá assistência pro bono a organizações como Médicos sem Fronteiras, Médicos do Mundo, UNICEF, Oxfam ou Handicap International, entre outras. É responsável ainda pela tradução de relatórios, entrevistas e comunicados em áreas assoladas por conflitos em todos o mundo, como o Burundo, Sudão ou Afeganistão. Em 2011 tinha cerca de mil tradutores voluntários aprovados e foi responsável pela tradução de cerca de três milhões de palavras doadas a outras organizações sem fins lucrativos, equivalentes a cerca de 600 000 USD.